# Albin Mohs
 Albin Mohs  (* 16. Mai 1867 in Leipzig; † 20. März 1925 in Berlin) war ein deutscher Gewerkschaftsvorsitzender, Vorsitzender einer internationalen Gewerkschaftsorganisation und Berlin-Schöneberger Kommunalpolitiker.

## Die Leipziger Zeit
Albin Mohs wurde als Sohn eines Barbiergehilfen geboren. Nach seiner Schulentlassung erlernte er das Drechslerhandwerk. Nach Beendigung seiner Lehre trat er der „Vereinigung der Drechsler Deutschlands“ bei und spielte alsbald in der Leipziger Gewerkschaftsbewegung eine zentrale Rolle. U.a. stand er von 1896 bis 1897 dem Leipziger Gewerkschaftskartell, dem Zusammenschluss aller freien Gewerkschaften vor Ort, vor. Intensiv arbeitete er in dieser Zeit als Berichterstatter der Leipziger Volkszeitung mit. Mohs sträubte sich zunächst gegen eine Fusion mit anderen Holzarbeitergewerkschaften zum Deutschen Holzarbeiterverband, stimmte dem Zusammenschluss dann letztendlich zu.

## Multifunktionär in Berlin
1899 ging Mohs nach Berlin und arbeitete hauptamtlich im Gauvorstand der gewerkschaftlich organisierten Holzarbeiter mit. 1900 gewannen ihn die gewerkschaftlich organisierten Fleischer als Korrespondent und Schriftleiter ihres Gewerkschaftsblattes „Der Fleischer“. Der jungen Gewerkschaft gab Mohs mit seinem großen rhetorischen und organisatorischen Talent wichtige Impulse. 1902 beauftragte ihn Bruno Poersch mit „Agitationsaufgaben“ innerhalb der jungen Gewerkschaftsorganisation, die sich bemühte, Gemeinde- und Staatsarbeiter zu rekrutieren. Die Hilfsarbeiterorganisation war 1896 in Berlin als „Verband der Arbeiter in Gasanstalten, auf Holz- und Kohlenplätzen und sonstigen Arbeitsleute“ gegründet worden und mündete 1906 nach diversen Umbenennungen in den Verband der Gemeinde- und Staatsarbeiter. Der jungen Gewerkschaft fiel es schwer, qualifizierte Funktionäre zu gewinnen und griff deshalb auf bewährte fachfremde Kräfte zurück. 1904 umfasste der Verband knapp 14.000 Mitglieder. Nach einem kurzen Intermezzo in Leipzig als Gauleiter kehrte Mohs Ende 1905 bereits wieder nach Berlin zurück, um an Stelle des zurückgetretenen Gewerkschaftsvorsitzenden Poersch die Geschäftsleitung der Gewerkschaft zu übernehmen. Auf dem Gewerkschaftstag im Frühjahr 1906 wurde er ohne Gegenkandidat zum Gewerkschaftsvorsitzenden gewählt.
1907 nach Abschluss des Stuttgarter Sozialistenkongresses trafen sich Ende August internationale Delegierte, um ein Internationales Berufssekretariat der „Arbeiter öffentlicher Betriebe“ aus der Taufe zu heben und beschlossen, den deutschen Verband mit der Führung der Geschäfte zu betrauen. Damit fiel Albin Mohs die Leitung zu, die er zunächst im Nebenamt bewältigte. Frucht seiner Bemühungen als Internationaler Sekretär war eine Pionierleistung der vergleichenden internationalen Gewerkschaftsstatistik, die in verschiedenen Sprachen erschien.
Mohs hatte es in der freigewerkschaftlichen deutschen „Gewerkschaftsfamilie“ schwer. Die Philosophie des „Verbandes der Gemeinde- und Staatsarbeiter“: Die gemeinsam in städtischen und staatlichen Betrieben Beschäftigten könnten ihre wirtschaftlichen Interessen gegenüber dem gemeinsamen Arbeitgeber nur durch eine gemeinsame Betriebsorganisation wahren. Die deutschen Berufsgewerkschaften lehnten diesen Standpunkt ab und reklamierten das Recht, gelernte Facharbeiter (Metallarbeiter, Holzarbeiter etc.) selbst für ihre Organisation zu rekrutieren. Unverhohlen drohten sie dem Verband mit Ausschluss aus der Generalkommission der Gewerkschaften Deutschlands. Mohs kam den Forderungen der Generalkommission weit entgegen, was sein Standing im Verband deutlich schwächte.
Mit knapp 40.000 Mitgliedern hatte Mohs‘ Gewerkschaft 1910 eine respektable Größe erlangt. 1909 ging allerdings der größte Streik der Gemeindearbeiter in Kiel verloren, mit dem Mohs exemplarisch bessere Arbeitsbedingungen durchsetzen wollte. Mohs blieb in der Organisation nicht unumstritten. Vor allem sein autoritärer Führungsstil stieß auf Kritik. 1909 unterlag er bei der Wahl zum Gewerkschaftsvorsitzenden dem Mannheimer Gauleiter Richard Heckmann mit 25:26 Delegiertenstimmen. Heckmann nahm allerdings die Wahl wegen des knappen Ergebnisses nicht an. Mohs blieb Vorsitzender. 1912 setzte sich Mohs mit einer Stimme Mehrheit gegen den Berliner Vorsitzenden Emil Wutzky durch. In der deutschen Gewerkschaftsgeschichte des Kaiserreiches  mit ihren ausgeprägten Loyalitätsstrukturen waren diese knappen Kampfabstimmungen singulär und erregten viel Aufsehen.
Eine herausragende Rolle spielte Mohs weiterhin in der damals noch selbständigen Gemeinde Berlin-Schöneberg. Von 1910 bis 1913 fungierte er als 2. Vorsitzender des SPD-Ortsvereins Schöneberg. 1913 zog er ins Gemeindeparlament ein, das nach dem Dreiklassenwahlrecht gewählt wurde. Im Reichstagswahlkreis Teltow-Beeskow-Storkow-Charlottenburg hatte er wichtige Funktionen im sozialdemokratischen Bildungsausschuss inne. Die Mitglieder entsandten ihn zum SPD-Parteitag vom 15. September bis 21. September 1912 nach Chemnitz.

## Außenseiter und Integrationsfigur
Auf dem 7. Verbandstag des Verbandes der Gemeinde- und Staatsarbeiter im Mai 1914 in Hamburg kam es zu einem Kompromiss. Mohs wurde hauptamtlich als Leiter des Internationalen Berufssekretariat der „Arbeiter Öffentlicher Betriebe“ angestellt. Die Kosten übernahm die deutsche Organisation. Den Vorsitz des „Verbandes der Gemeinde- und Staatsarbeiter“ übernahm Richard Heckmann. Seine Organisation übernahm gleich nach Kriegsausbruch eine extrem nationalistische Haltung. Die Argumentation des Vorstandes: Der Krieg habe ein Internationales Sekretariat obsolet werden lassen, der Vorstand verlangte seine Auflösung. Mohs hingegen stütze sich auf ein Votum der Mehrheit der Mitgliedsländer, ihn im Amt zu belassen. Der Konflikt zog sich während des ganzen Krieges hin. Mohs erkrankte in dieser Zeit lebensgefährlich. Zu Beginn des Jahres 1917 trat der deutsche Verband aus der Gewerkschaftsinternationale aus. Mohs machte allerdings als Vorsitzender der Internationalen Organisation weiter und hielt die freundschaftlichen Kontakte zu den belgischen und niederländischen Organisationen aufrecht.
Nach der Novemberrevolution gehörte Mohs als Schöneberger Delegierter dem Groß Berliner Arbeiter- und Soldatenrat an. Als Außenseiter spielte er allerdings auf dem Kongress des „Personals in öffentlichen Diensten und Betrieben“ im Oktober 1919 in Amsterdam als Integrationsfigur eine wichtige Rolle bei der Rückkehr der deutschen Organisation in die internationale Gewerkschaftsgemeinschaft. Seit Oktober 1919 fungierte Mohs als besoldeter sozialdemokratischer Bezirksstadtrat in Berlin-Schöneberg und war in dieser Eigenschaft für das Schöneberger Arbeitsamt zuständig. Am 1. Januar 1925 auf Grund der Personalabbauverordnung in den einstweiligen Ruhestand versetzt.
Albin Mohs starb am 20. März 1925 in Berlin an seiner schweren Herzerkrankung.